# Last Days
Ne doit pas être confondu avec Last Days (film, 2025).
Pour plus de détails, voir Fiche technique et Distribution.
Last Days est un film américain réalisé par Gus Van Sant, sorti en 2005. Il est inspiré par les derniers jours de la vie du chanteur du groupe Nirvana : Kurt Cobain, suicidé en 1994.

## Synopsis
Blake, artiste replié sur lui-même, fléchit sous le poids de la célébrité, du succès et d'un sentiment d'isolement croissant. Réfugié dans une maison au milieu des bois, il tente d'échapper à sa vie, à son entourage et à ses obligations. Il regarde, écoute, et attend la délivrance.

## Fiche technique
- Titre : Last Days
- Réalisation : Gus Van Sant
- Scénario : Gus Van Sant
- Musique : Rodrigo Lopresti
- Direction de la photographie : Harris Savides
- Décors : Tim Grimes
- Costumes : Michelle Matland
- Sound design : Leslie Shatz
- Montage : Gus Van Sant
- Mixage : Felix Andrew
- Pays d'origine :  États-Unis
- Langue de tournage : anglais
- Producteur : Dany Wolf
- Producteur associé : Jay Hernandez
- Sociétés de production : HBO Films États-Unis, Meno Film Company États-Unis, Picturehouse Entertainment États-Unis, Pie Films Inc. États-Unis
- Société de distribution : MK2 Diffusion (France)
- Format : couleur par Kodak — 1.37:1 — son Dolby Digital — 35 mm
- Genre : Drame
- Durée : 97 minutes
- Dates de sortie : 
  -  France : 13 mai 2005 (présentation au festival de Cannes et exploitation France,
  -  États-Unis : 12 juin 2005 (première USA au festival de Seattle), 24 juillet 2005 (exploitation USA)
  -  Suisse : 25 mai 2005[1]
  -  Canada : 5 août 2005
- Sortie DVD  :  France : 23 novembre 2005

## Distribution

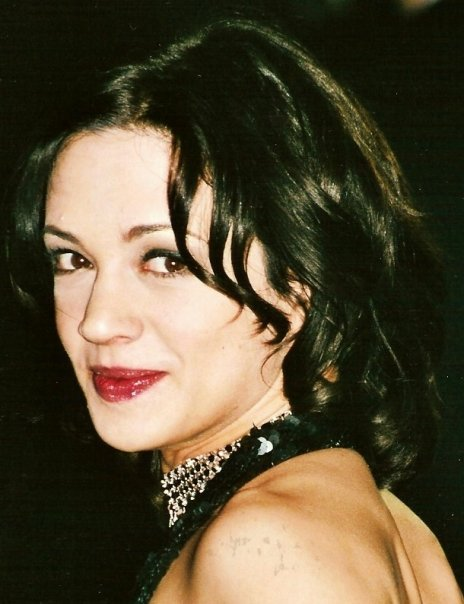
Asia Argento au Festival de Cannes 2005.

- Michael Pitt (V. F. : Jean-Christophe Dollé) : Blake
- Lukas Haas (V. F. : Ludovic Girard) : Luke
- Asia Argento : Asia
- Scott Patrick Green (V. F. : David Van de Woestyne) : Scott
- Nicole Vicius : Nicole
- Ricky Jay (V. F. : Jean-Claude Sachot) : le détective
- Kim Gordon : la représentante de la maison de disques
- Thadeus Thomas (V. F. : Lucien Jean-Baptiste) : le vendeur des pages jaunes
- Harmony Korine : le type dans la boîte

Source et légende : Version française (V. F.) sur le site d’AlterEgo (la société de doublage)

## Distinctions

### Récompense
- Festival de Cannes 2005 : Prix Vulcain de l'artiste technicien décerné à Leslie Shatz, ingénieur du son[3].

### Nominations
- Festival de Cannes 2005 : En compétition pour la Palme d'or
- Nomination à l'Independent Spirit Awards 2006 de la meilleure photographie

## Production

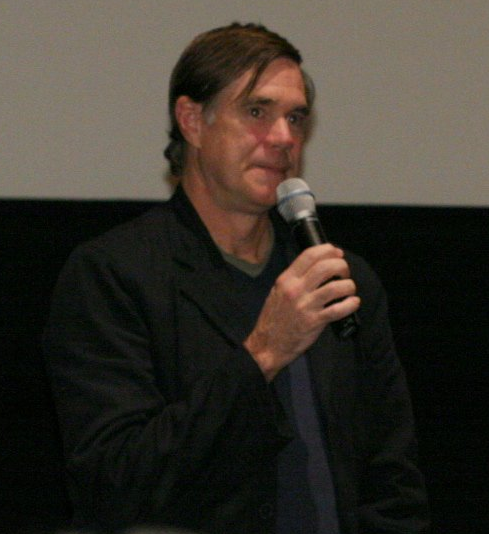
Gus Van Sant en 2007

### Projet et scénario
Gus Van Sant a eu envie de faire ce film après s'être longuement demandé ce qu'ont pu être les derniers moments du chanteur Kurt Cobain avant son suicide en 1994. Le réalisateur vivait alors dans une grande maison à Portland, « trop vaste pour [lui] », comparable par sa taille et son architecture à celle qu'habitait Cobain. Il a imaginé que le chanteur avait pu se sentir aussi mal que lui à vivre dans une maison de ce type, affichant ostensiblement sa « réussite sociale », avec trop de pièces pour pouvoir toutes être occupées et que c'est une des raisons pour lesquelles « il se terrait » dans cette demeure. Gus Van Sant a d'ailleurs tout d'abord pensé faire le film dans sa propre maison, seul avec un unique acteur.
Gus Van Sant a peu connu Kurt Cobain de son vivant, même s'ils se sont croisés plusieurs fois et ont eu quelques discussions. Il a noté que Cobain, lorsqu'il le croisait, se plaignait souvent de douleurs au ventre, ce qu'il interprète comme la manifestation physique de ses souffrances psychiques. Il voit son suicide comme un « retrait » de la réalité : « il s’est caché, s’est effacé. » Il a lu les nombreux témoignages de proches de Cobain publiés après son suicide, ainsi que le long rapport d'un détective et les enquêtes de police concernant le décès du chanteur. Il s'est attaché à des détails qui pouvaient paraître anodins : ce qu'il a mangé le jour de sa mort, ses vêtements, la musique qu'il a écoutée... Il a aussi voulu travailler à partir d'autres informations plus surprenantes : Kurt Cobain pouvait s'habiller en robe, se déguiser en chasseur pour aller courir dans la forêt, parlait de manière « incompréhensible ». 
Le réalisateur choisit d'engager Michael Pitt parce qu'il souhaite que Blake ressemble au personnage que Pitt incarnait dans Innocents: The Dreamers (cheveux courts et noirs, accent du New Jersey), l'acteur demande et obtient de porter des vêtements et de se coiffer comme Kurt Cobain, ce qui modifie les références que porte le film, le rend plus « identifiable. » Gus Van Sant et Michael Pitt travaillent ensemble durant plusieurs années avant que le projet ne soit accepté par HBO.
Le réalisateur n'a pas voulu faire un film à clé, avec des personnages qui représenteraient l'entourage réel de Kurt Cobain ; entourage avec qui il n'a d'ailleurs pas été en contact direct. Asia Argento a démenti fermement que son personnage ait été inspiré par Courtney Love, la compagne de Kurt Cobain. Gus Van Sant a en revanche travaillé avec le leader du groupe Sonic Youth, Thurston Moore, conseiller artistique sur le film, et sa compagne Kim Gordon, membre du même groupe, qui tient le rôle de la représentante de la maison de disque dans le film. C'est grâce à eux qu'il a pu connaître la manière dont vit le monde du rock et les relations entre musiciens. Apparaissent ainsi dans le film les personnes qui font habituellement partie de l'entourage d'un tel artiste : « toutes les rock-stars sont entourées de gens polyvalents, qui sont à la fois ami et entraîneur, secrétaire et nounou, assistant et copain de défonce… » Ces personnes vivent dans la maison du personnage principal, sans s'inquiéter de sa dérive apparente : leur travail consistant aussi à ne pas le déranger.
Gus Van Sant dit qu'il n'a pas eu de difficultés à ce que HBO accepte de produire le film, tout d'abord parce qu'il était très peu onéreux, et ensuite parce que l'idée d'un projet sur Kurt Cobain a immédiatement convaincu la chaîne.

### Tournage
Après que les nouveaux propriétaire de la maison de Kurt Cobain ont refusé que le film se fasse dans leur demeure, Last Days a été tourné dans une très grande maison en pierre noire et en mauvais état. Elle est située à Cold Spring, près du fleuve Hudson, dans l'État de New York. Le paysage autour de la maison ressemble néanmoins peu au Nord-Ouest des États-Unis. Les forêts sont nombreuses dans cette région. Durant le tournage, l'équipe du film était logée dans la maison même, ce qui lui permettait de ressentir ce que ressentait le personnage de Blake et de s'adapter à ses sensations. Gus Van Sant a déclaré à ce propos : « Pour nous-mêmes c'était aussi inconfortable que pour Blake et ses amis. On avait aussi froid. On a changé beaucoup de choses en cours de tournage, on a trouvé le film là-bas. »
Durant le tournage, Last Days est un film qui « accueille ce qui arrive » : le réalisateur accepte et inclut les accidents et les idées qui peuvent venir de son équipe. Michael Pitt est dirigé a minima, Gus Van Sant le laissant créer son personnage. La scène du représentant des pages jaunes est une scène qu'il a vécue pendant les essayages des costumes où un représentant qui voulait vendre des espaces publicitaires, particulièrement opiniâtre, s'est présenté en croyant qu'il se trouvait dans un magasin.
Avec son chef-opérateur Harris Savides, déjà présent sur son film précédent Gerry, Gus van Sant envisage tout d'abord de tourner en utilisant la fonction vidéo existant sur certains appareils photos numérique, puis choisissent finalement de tourner en 35mm. Ils décident d'utiliser comme dispositif de tournage celui du film de Chantal Akerman tourné en 1975 Jeanne Dielman, 23, quai du commerce, 1080 Bruxelles. Savides a en effet analysé ce film et est arrivé à la conclusion que dans chaque pièce, une ou deux positions de caméra seulement étaient utilisées. Si l'action avait lieu dans une pièce qui avait déjà été filmée précédemment, les positions de caméra étaient les mêmes que celles des scènes antérieures. Savides et Van Sant reprennent donc ce dispositif qu'ils transgressent néanmoins pour la fin de Last Days. Alors qu'ils n'ont jamais voulu mettre de contre-champs dans le reste du film, il y en a sur le pavillon dans le jardin, quand l'entourage de Blake quitte la maison. Ce contrechamps est nécessaire pour le réalisateur car ce qui va se passer à cet endroit ne sera pas visible pour le spectateur : « on ne verra que le résultat. La police, l'ambulance. »

## Analyse
Le film est marqué par l'obsession qu'a Gus Van Sant de respecter la temporalité du tournage au montage. Il n'aime pas que des plans tournés plus tard se retrouvent placés avant des plans tournés plus tôt, car il juge que ces inversions se ressentiraient dans le film et l'appauvriraient. Des séquences sont montrées deux fois, depuis deux points de vue différents, comme il l'a déjà fait dans son précédent film, Elephant. Mais ici, il y a des différences entre les versions qui témoignent du fait que ce film montre non pas la réalité mais les représentations que s'en font les personnages. Par exemple, lorsque Luke demande à Blake d'écouter sa maquette, Blake ne répond pas quand la scène est vue du point de vue de Luke, mais il accepte quand elle est vue du point de vue de Blake. Il est possible d'interpréter cela de plusieurs manières : soit Blake a l'impression d'avoir répondu alors qu'il ne l'a pas fait, soit Luke a l'impression que Blake ne va pas s'y intéresser de toute façon, soit chacun voit les choses à sa manière et ne peut communiquer avec les autres. Un autre exemple est la discussion de Blake et de Scott dans la cuisine : elle est très courte pour Scott, très longue pour Blake pour qui tout rapport avec l'autre est devenu difficile.
Kurt Cobain ayant généré une véritable « idolâtrie » après sa mort, Gus Van Sant a choisi de multiplier dans le film les signes religieux : « imaginaire de l’ange, scénographies de l’apparition, intervention des mormons, murmure de prière… »
Il a souhaité aussi que le film appartienne à l'univers du conte, donnant une grande place aux éléments naturels.

## Accueil du film

### Accueil public
Aux États-Unis, le film sort dans 12 salles le 24 juillet 2005. Il réunit 86 556 dollars de recettes sur son premier week-end d'exploitation. Le nombre de salles le diffusant augmente ensuite, arrivant à 31 écrans le 14 août, pour revenir à 12 salles à la fin du même mois. Last Days amasse en tout sur le marché américain 454 711 dollars de recette.
En Europe, durant son année de sortie, le film totalise 318 291 spectateurs, dont 213 693 en France où le film sort peu après son passage à Cannes. Les entrées s'élèvent à 48 061 en Italie, 29 380 au Royaume-Uni, 12 753 au Portugal et 8 461 en Belgique.

## Bande originale
Tout comme le film s'inspire de la fin de la vie de Kurt Cobain en travaillant par allusions et sans le mentionner clairement, la bande originale du film s'inspire de sa musique sans utiliser de morceaux de Nirvana. La musique est moins utilisée dans le film que le thème aurait pu laisser l'imaginer. Elle a néanmoins une véritable importance comme un « reflet parfait des différentes ambiances de l'errance du chanteur, de la totale perte des repères au désespoir. »
Plusieurs titres sont écrits et interprétés par l'acteur principal du film, Michael Pitt, seul ou accompagné de son groupe Pagoda. L'influence du mouvement grunge des années 1990 s'y fait nettement sentir et Les Inrockuptibles leur trouvent aussi une ressemblance avec les quelques chansons enregistrées  dans les années 1980 par  Gus Van Sant lui-même. Un titre, Electric Pen, dans la même inspiration, est signé par Kim Gordon et Thurston Moore de Sonic Youth. Il est qualifié de « morceau âpre et indispensable » par les Inrockuptibles. Le réalisateur aurait fait appel à eux pour éviter le ridicule, risque présent dans un film en rapport avec la musique.
La bande originale reprend aussi le titre Venus in Furs du Velvet Underground que les Inrockuptibles qualifient de « brûlant, soyeux et toujours spatial. »
La dernière partie de la bande originale contient des morceaux entendus dans le film, mais qui ne sont pas forcément cohérent avec le reste de l'album. Ils peuvent s'écouter pour se remémorer le film ou être vus comme des outils utilisés par le cinéaste, ils semblent montrer moins d'intérêt quand on les écoute pour eux-mêmes. Se trouvent notamment dans cette dernière partie le titre Believe de Tenlons Fort, aux allure de « Boys Band » et un morceau de musique concrète composé par Hildegard Westerkamp.
| No  | Titre                                                                                       | Auteur                 | Durée |
| --- | ------------------------------------------------------------------------------------------- | ---------------------- | ----- |
| 1.  | Death to Birth (Interprétation différente de celle audible dans le film)                    | Pagoda                 | 4:43  |
| 2.  | Venus in Furs                                                                               | The Velvet Underground | 5:14  |
| 3.  | That Day                                                                                    | Michael Pitt           | 4:36  |
| 4.  | A Pointless Ride (Version Studio) (Interprétation différente de celle audible dans le film) | The Hermitt            | 3:08  |
| 5.  | Fetus (Musique inspirée par le film)                                                        | Pagoda                 | 3:58  |
| 6.  | Death to Birth                                                                              | Michael Pitt           | 4:49  |
| 7.  | Seen as none                                                                                | The Hermitt            | 2:58  |
| 8.  | Electric Pen (Musique inspirée par le film)                                                 | Mirror/Dash            | 3:28  |
| 9.  | Untitled                                                                                    | Lukas Haas             | 2:46  |
| 10. | Believe                                                                                     | Tenlons Fort           | 1:53  |
| 11. | La Guerre (Interprété par The King's Singers)                                               | Clément Jannequin      | 6:10  |
| 12. | Türen der Wahrnehmung (Doors of Perception)                                                 | Hildegard Westerkamp   | 21:11 |